# Giro dell'Appennino 2022
Il Giro dell'Appennino 2022, ottantatreesima edizione della corsa, valevole come evento dell'UCI Europe Tour 2022 categoria 1.1 e come ottava della Ciclismo Cup 2022, si svolse il 2 giugno 2022 su un percorso di 191,7 km, con partenza da Pasturana e arrivo in via XX Settembre a Genova, in Italia.
In questa edizione ritornò la salita del Passo della Bocchetta, che nel 2021 fu impraticabile per una frana, successivamente fu percorsa la salita al Santuario della Guardia (come nella scorsa edizione). La vittoria fu appannaggio del sudafricano Louis Meintjes, il quale completò il percorso in 4h56'30", alla media di 38,793 km/h, precedendo l'eritreo Natnael Tesfatsion ed il tedesco Georg Zimmermann.
Sul traguardo di Genova 49 ciclisti, su 140 partiti da Pasturana, portarono a termine la competizione.

## Squadre partecipanti
Parteciparono 21 squadre (4 UCI World Tour, 5 UCI ProTeam, 11 UCI Continental Team e la squadra nazionale dell'Italia) con 7 ciclisti ciascuna
| N.      | Cod. | Squadra                         |
| ------- | ---- | ------------------------------- |
| 1-7     | IPT  | Israel-Premier Tech             |
| 11-17   | IWG  | Intermarché-Wanty-Gobert        |
| 21-27   | UAD  | UAE Team Emirates               |
| 31-37   | BCF  | Bardiani-CSF-Faizanè            |
| 41-47   | DRA  | Drone Hopper-Androni Giocattoli |
| 51-57   | EOK  | Eolo-Kometa Cycling Team        |
| 61-67   | EKP  | Equipo Kern Pharma              |
| 71-77   | ARK  | Team Arkéa-Samsic               |
| 81-87   | BTC  | Beltrami TSA Tre Colli          |
| 91-97   | BIE  | Biesse-Carrera                  |
| 101-107 | CTA  | Colombia Tierra de Atletas      |

| N.      | Cod. | Squadra                        |
| ------- | ---- | ------------------------------ |
| 111-117 | CTF  | Cycling Team Friuli            |
| 121-127 | AZT  | D'Amico UM Tools               |
| 131-137 | GAL  | Gallina Ecotek Lucchini        |
| 141-147 | MGK  | MG.K Vis Colors for Peace VPM  |
| 151-157 | COR  | Team Corratec                  |
| 161-167 | TSL  | Team Skyline                   |
| 171-176 | VOL  | Team Vorarlberg                |
| 181-187 | IWM  | Work Service-Vitalcare-Dynatek |
| -       | AST  | Astana Qazaqstan Team          |
| -       | ITA  | Italia                         |

## Ordine d'arrivo (Top 10)
| Pos. | Corridore          | Squadra     | Tempo    |
| ---- | ------------------ | ----------- | -------- |
| 1    | Louis Meintjes     | Intermarché | 4h56'30" |
| 2    | Natnael Tesfatsion | Drone       | a 1'37"  |
| 3    | Georg Zimmermann   | Intermarché | s.t.     |
| 4    | Simon Clarke       | Israel      | s.t.     |
| 5    | Alessandro Verre   | Arkéa       | s.t.     |
| 6    | Paul Double        | MG.K Vis    | s.t.     |
| 7    | Alessio Martinelli | Bardiani    | s.t.     |
| 8    | Iván Moreno        | Kern        | s.t.     |
| 9    | Michel Ries        | Arkéa       | s.t.     |
| 10   | Alessandro Covi    | UAE         | a 4'42"  |